# Soupex
Soupex – miejscowość i gmina we Francji, w regionie Oksytania, w departamencie Aude.
Według danych na rok 1990 gminę zamieszkiwały 213 osoby, a gęstość zaludnienia wynosiła 29 osób/km² (wśród 1545 gmin Langwedocji-Roussillon Soupex plasuje się na 698. miejscu pod względem liczby ludności, natomiast pod względem powierzchni na miejscu 885.).